# Leiocephalus rhutidira
Leiocephalus rhutidira är en ödleart som beskrevs av  Schwartz 1979. Leiocephalus rhutidira ingår i släktet rullsvansleguaner, och familjen Tropiduridae. Inga underarter finns listade i Catalogue of Life.
Arten förekommer på ön Hispaniola i Haiti.